# Могильов Анатолій Володимирович
Анатолій Володимирович Могильов (нар. 6 квітня 1955, Петропавловськ-Камчатський, Російська РФСР, СРСР) — український та кримський політик проросійських поглядів, державний діяч російського походження, голова Ради міністрів Автономної Республіки Крим (з 8 листопада 2011 по 27 лютого 2014).
Міністр внутрішніх справ України (11 березня 2010 — 7 листопада 2011).
Генерал-полковник міліції (23 серпня 2011 року).

## Біографія
Народився в родині радянського військослужбовця.

### Освіта
1972 — середня школа № 2 міста Слов'янська Донецької області.
1977 — закінчив Слов'янський педагогічний інститут за фахом «учитель фізики».
1993 — закінчив Національну академію внутрішніх справ України.

### Кар'єра
Після закінчення факультету фізики Слов'янського педагогічного інституту Донецької області в 1977—1979 працював учителем середньої школи в Криму.
1979–1981 — служив у Збройних Силах СРСР, а після демобілізації повернувся працювати вчителем фізики до Слов'янської середньої школи № 18 Донецької області.
З червня 1982 року розпочав службу в органах внутрішніх справ на посаді дільничного інспектора інспекції в справах неповнолітніх Слов'янського районного відділу внутрішніх справ УВС Донецької області.
Згодом обіймав посади оперуповноваженого відділення карного розшуку, начальника відділення дільничних інспекторів міліції, відділення карного розшуку, заступника начальника Слов'янського районного відділу внутрішніх справ з оперативної роботи УВС Донецької області.
З грудня 1992 року працював старшим оперуповноваженим в особливо важливих справах відділу внутрішньої безпеки УВС Донецької області.
1995–2000 — очолював Артемівський міський відділ УМВС України в Донецькій області.
2000–2005 — очолював Макіївське міське управління УМВС України в Донецькій області.
2007 — працював начальником Кримського управління МВС — заступником міністра внутрішніх справ України.
З грудня 2007 року перебував у розпорядженні Міністерства внутрішніх справ України.
Могильов очолював кримський передвиборний штаб кандидата в президенти Віктора Януковича під час президентської виборчої кампанії 2010 року.

### Міністр внутрішніх справ України
11 березня 2010 — призначений міністром внутрішніх справ України (у званні генерал-майора) .
21 серпня 2010 — присвоєно звання генерал-лейтенанта міліції.
23 серпня 2011 — присвоєно спеціальне звання генерал-полковника міліції.
У лютому 2011 р. Анатолій Могильов став першим міністром у світі, який отримав паспорт Інтерполу.

### Голова Ради міністрів Автономної Республіки Крим
8 листопада 2011 Верховною Радою Автономної республіки Крим, за поданням президента України Віктора Януковича, призначений Головою Ради міністрів Автономної Республіки Крим.
Після втечі Віктора Януковича, Могильов заявив про готовність виконувати рішення нової влади.
27 лютого 2014 р. прем'єр Могильов і вся Рада Міністрів АР Крим, була антиконституційно відправлена у відставку Парламентом Криму під впливом озброєних людей, які захопили будівлю Верховної Ради АР Крим. Він був незаконно замінений самопроголошенним прем'єр-міністром Криму Сергієм Аксьоновим.

## Політичні погляди
Могильов назвав В'ячеслава Чорновола «звичайним зеком», а Віктора Януковича — «політв'язнем».

## Нагороди
- Орден «За заслуги» III ст. (30 листопада 2012) — за значний особистий внесок у соціально-економічний, науково-технічний, культурно-освітній розвиток Української держави, вагомі трудові досягнення, багаторічну сумлінну працю[8]
- Знак МВС України «Хрест Слави»
- Знак «Шахтарська слава» I, II і III ступенів
- Знак «За заслуги перед Макіївкою»[9]

## Критика
Меджліс кримськотатарського народу вимагав від Генпрокуратури України порушити кримінальну справу щодо Анатолія Могильова за розпалювання міжнаціональної ворожнечі в публікації в газеті «Кримська правда», де він назвав кримських татар «поплічниками Адольфа Гітлера».

Голова меджлісу кримськотатарського народу Мустафа Джемілєв про призначення Могильова главою кримського уряду сказав:
Із усіх можливих кандидатів найдурніше — призначити прем'єром Криму Могильова.
Арсеній Яценюк з цього ж приводу висловився:
У гарячу точку відправили вибухівку
У 2010 році Могильов номінувався на антипремію «Будяк року» («за свідому політику зневаги прав людини та основоположних свобод»).
У 2012 році Незалежна медіапрофспілка та Інститут масової інформації назвали екс-міністра внутрішніх справ Анатолія Могильова ворогом преси № 1.